# Décès en 1417
Décès
- 1413
- 1414
- 1415
- 1416
- 1417
- 1418
- 1419
- 1420
- 1421

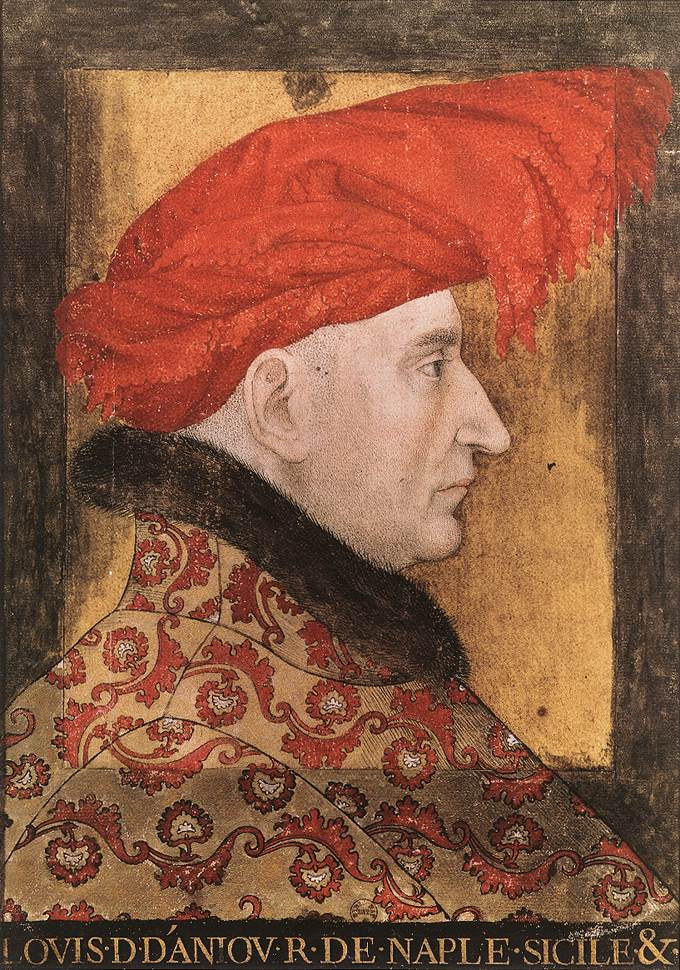
Louis II d'Anjou, mort en 1417.

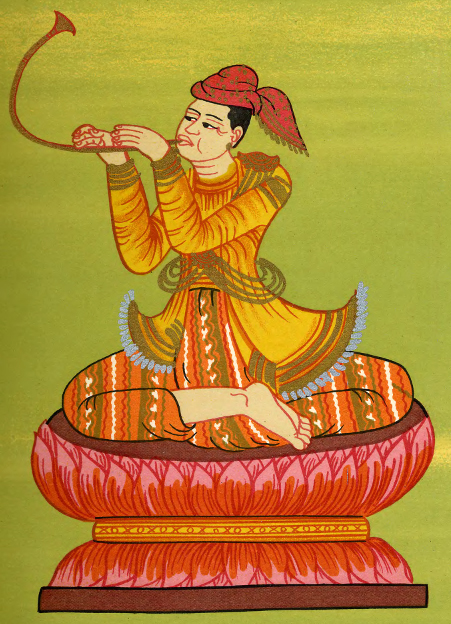
Minyekyawswa, mort en 1417.

Cette page dresse une liste de personnalités mortes au cours de l'année 1417 :
- 13 mars : Minyekyawswa, général birman, prince héritier du royaume d'Ava.
- 4 avril : Jean de France, appelé Jean de Touraine, duc de Touraine.
- 8 avril : Ulrich Ier de Mecklembourg-Stargard, duc de Mecklembourg, prince de Brandenbourg, de Stargard, de Strelitz et duc de Mecklembourg-Stargard.
- 29 avril : Louis II d'Anjou, roi titulaire de Naples, comte de Provence et duc d'Anjou.
- 16 mai : Eberhard III de Wurtemberg, comte de Wurtemberg.
- 30 mai : Guillaume IV de Hainaut, duc de Bavière-Straubing (Guillaume II), comte de Hainaut (Guillaume IV), de Hollande et de Zélande (Guillaume VI).
- après le 22 juillet : Valdemar IV d'Anhalt-Dessau, prince allemand de la maison d'Ascanie corégent de la principauté d'Anhalt-Dessau.
- 4 septembre: Robert Hallam, pseudo-cardinal anglais.
- 19 septembre: Benedetto di Bindo, ou Benedetto di Bindo Zoppo, peintre italien de l'école siennoise.
- 22 septembre : Anne de Forez, ou Anne Dauphine d'Auvergne, comtesse de Forez.
- 26 septembre: Francesco Zabarella, dit le Cardinal de Florence, cardinal et juriste italien.
- 18 octobre : Grégoire XII, pape.
- 30 octobre : Pietro Stefaneschi, dit le cardinal de Rome, cardinal italien.
- 14 décembre : John Oldcastle, chef Lollard, brûlé vif à Londres.

- Regnault d'Angennes, seigneur, grand écuyer du roi, chambellan, officier de sénéchal.
- Jacques de Bourbon-Preaux, seigneur de Préaux, de Dargies, de Dangu et de Thury.
- Yusuf III de Grenade, dit Abû al-Hajjâj “an-Nâsir” Yûsuf III ben Yûsuf, treizième émir nasride de Grenade.
- Jean II de Rieux, sire de Rieux et de Rochefort, baron d'Ancenis.
- Marie des Baux-Orange, ou Marie d'Orange, princesse d'Orange (Maison de Chalon-Arlay).
- Huitzilihuitl, second tlatoani (roi-prêtre) des Aztèques[1].
- Ma-ha-mou, chef de la tribu des Oïrats.
- Baisan Monpon,  moine zen Sōtō.
- Saiyid Imad-ad-din Nassimi, fondateur de la poésie d’expression azerbaïdjanaise.
- Soriyovong, souverain de l’Empire khmer.
- Pierre Ravat, dit le cardinal de Toulouse, cardinal français.
- Uesugi Zenshū, ou Uesugi Ujinori, principal conseiller d'Ashikaga Mochiuji, un ennemi du shogunat Ashikaga de l'époque féodale du Japon.

## Crédit d'auteurs
- Cet article est partiellement ou en totalité issu de l'article intitulé « 1417 » (voir la liste des auteurs).